# Estola strandiella
Estola strandiella là một loài bọ cánh cứng trong họ Cerambycidae.